# Ukrainische Neoklassiker
Die Gruppe der „Neoklassiker“ (ukrainisch Неокла́сики) war eine Vereinigung von Dichtern und Schriftstellern, die im frühen 20. Jahrhundert in der Ukraine in Erscheinung getreten ist.
„Neoklassik“ (von altgriechisch „neu“ und lateinisch „Vorbild“) steht in der Ukraine für eine Strömung in der Literatur und der Kunst. Diese trat deutlich später als der Rückgriff auf die klassische literarische Bewegung auf und fand ihren Ausdruck sowohl in der Verwendung von alten Themen und Sujets, dem Rückgriff auf mythologische Figuren und Motive als auch in der Forderung nach einer „reinen“, von sozialen und politischen Inhalten befreiten Kunst und Kultur und der Lobpreisung weltlicher Vergnügungen. 
Zur Gruppe der „Neoklassiker“ zählten Mykola Serow, Pawlo Fylypowytsch, Mychajlo Draj-Chmara, Jurij Klen (Pseudonym von Oswald Burghardt) und Maksym Rylskyj. Die „Neoklassiker“ positionierten sich als Ästheten und lehnten Populismus und Romantik ab. Neben ihrem künstlerischen Schaffen waren die Mitglieder der Vereinigung auch als wichtige Literaturkritiker und Theoretiker der ukrainischen Moderne aktiv.
Die „Neoklassiker“ zählen zur Generation der sogenannten „erschossenen Wiedergeburt“, jener Generation von ukrainischen Künstlern und Schriftstellern, die in den späten 1930ern Opfer der stalinistischen Säuberungen geworden sind.
Im Gegensatz zu anderen Gruppen waren die „Neoklassiker“ nicht durch eine organisierte Struktur geeint, auch traten sie nicht durch ideologische und ästhetische Manifeste in Erscheinung. Allerdings war ihre Präsenz für das literarische Geschehen sehr wichtig, was sich zwischen 1925 und 1928 Einfluss sowohl auf kreativer Ebene als auch im Bereich des literarischen Diskurses manifestierte. 
Die „Neoklassiker“ versuchten, in ihre Arbeit die Formen und Methoden der antiken griechischen sowie römischen Kunst einfließen zu lassen. Dies wurde von den Vertretern der offiziellen Behörden als Negation der sowjetischen Realität ausgelegt. Serow, Pawlo Fylypowytsch, M. Draj-Chmara wurden 1935 verhaftet. Beschuldigt wurden sie dabei nicht nur der Spionage für ausländische Staaten, der Vorbereitung und der versuchten Durchführung terroristischer Anschläge gegen Regierungsvertreter und die Partei, sondern auch der Zugehörigkeit zu einer geheimen konterrevolutionären Organisation, als deren Anführer Mykola Zerow vermutet wurde.
Der ebenfalls angeklagte „Neoklassiker“ M. Rylskyj wurde nach einiger Zeit wieder freigelassen. Jurij Klen (eigentlich: O. Burkhardt) gelang es aufgrund seiner deutschen Herkunft nach Deutschland auszureisen, wo er auch blieb. M. Serow wurde im Jahre 1937 erschossen, Fylypowytsch starb 1937 in Solowki und M. Draj-Chmara kam 1939 im Konzentrationslager in Kolyma zu Tode.

## Weiterführende Literatur
- Kyїvs‘ki neoklasyky. Кyїv: Fakt 2003. (ukrainisch)
- Jurij Šerech. "Legenda pro ukraїns‘kyj neokljasycyzm" (ukrainisch)
- Neoklasyka. Literaturoznavča encyklopecija v 2 tomach. (ukrainisch)
- Stefan Simonek: Osip Mandel'štam und die ukrainischen Neoklassiker: Zur Wechselbeziehung von Kunst und Zeit. Wien 1992.
- Ludmiła Siryk: Die interkulturelle Landschaft im dichterischen Übersetzungswerk der Kiewer Neoklassiker. In: Interkulturalität: Slawistische Fallstudien: Interkulturowość. Herausgegeben von Christine Engel. Innsbruck 2005, S. 101–124.